# Frankie Thorn
Pour les articles homonymes, voir Thorn.
Frankie Thorn est une actrice américaine, née le 27 août 1964 dans le Minnesota.

## Filmographie
- 2007 : He Was a Quiet Man : Jessica Light
- 1999 : Stigmata : cliente chez Donna's
- 1998 : Welcome to Hollywood : petite-ami à l'audition
- 1997 : DoubleCross sur l'île de Costa : Angela Howard
- 1995 : Taken Alive : Angela Howard
- 1994 : La Marque du serpent (Bad Blood) : Rhonda
- 1992 : Bad Lieutenant : la nonne
- 1991 : Liquid Dreams (en) Paula
- 1990 : Lisa : Judy